# Penge
Penge este un oraș din Africa de Sud.